# Scrumbie de mare
Scrumbia de mare sau scrumbia albă de mare (Alosa maeotica) este un pește marin, asemănător cu scrumbia de Dunăre, dar mai mic, din familia clupeide (Clupeidae). Este un relict ponto-caspic întâlnit în Marea Neagră și Marea Azov și limanurile salmastre, iar în timpul verii și în lacul Razelm.

## Descriere
Lungimea corpului este de 13–31 cm (de obicei 16–20 cm); greutatea 300-400 g. Are corpul alungit, mai subțire ca al scrumbiei de Dunăre, comprimat lateral, abdomenul cu o carenă ventrală în muchie de cuțit, acoperit cu solzi ascuțiți și alungiți. Regiunea abdomenului este mult arcuită.
Gura este mare, dispusă terminal și prevăzută cu dentiție puternică. Are ochii mari și operculul striat. Înotătoarea caudală este homocercă, adânc bifurcată; are o singură înotătoare dorsală scurtă, situată pe mijlocul corpului.
Coloritul corpului este verde-albăstrui pe spate, capul cenușiu închis, iar laturile și abdomenul argintii, înotătoarele albe cu marginea de sus neagră. Pe laturile corpului există 6-11 pete negre, rotunde.
Se hrănește în principal cu pești mici (în special șprot și hamsie), de asemenea cu crevete, gamaride și alte crustacee mari. Se reproduce în apele salmastre, depunând icre pelagice, primăvara și la începutul verii (aprilie-iunie).